# Zapasy na Letnich Igrzyskach Olimpijskich 1972
Zapasy na Letnich Igrzyskach Olimpijskich 1972 w Monachium, odbyły się w dniach 27 sierpnia – 10 września 1972. Zawodnicy walczyli w 20 kategoriach wagowych i dwóch stylach zapaśniczych. Startowali tylko mężczyźni. W tabeli medalowej tryumfowali zawodnicy reprezentujący Związek Radziecki zdobywając 14 medali – w tym wygrywając 9 konkurencji zapaśniczych.

## Medaliści

### Styl klasyczny
| Kategoria wagowa |                      |                      |                    |
| ---------------- | -------------------- | -------------------- | ------------------ |
| (- 48 kg)        | Gheorghe Berceanu    | Rahim Aliabadi       | Stefan Angełow     |
| (- 52 kg)        | Petyr Kirow          | Kōichirō Hirayama    | Giuseppe Bognanni  |
| (- 57 kg)        | Rustem Kazakow       | Hans Veil            | Risto Björlin      |
| (- 62 kg)        | Georgi Myrkow        | Heinz-Helmut Wehling | Kazimierz Lipień   |
| (- 68 kg)        | Szamil Chisamutdinow | Stojan Apostołow     | Gian-Matteo Ranzi  |
| (- 74 kg)        | Vítězslav Mácha      | Petros Galaktopulos  | Jan Karlsson       |
| (- 82 kg)        | Csaba Hegedűs        | Anatolij Nazarenko   | Milan Nenadić      |
| (- 90 kg)        | Walerij Riezancew    | Josip Čorak          | Czesław Kwieciński |
| (- 100 kg)       | Nicolae Martinescu   | Nikołaj Jakowienko   | Ferenc Kiss        |
| (+ 100 kg)       | Anatolij Roszczin    | Aleksandyr Tomow     | Victor Dolipschi   |

### Styl wolny
| Kategoria wagowa |                     |                        |                    |
| ---------------- | ------------------- | ---------------------- | ------------------ |
| (- 48 kg)        | Roman Dmitrijew     | Ognjan Nikołow         | Ebrahim Dżawadi    |
| (- 52 kg)        | Kiyomi Katō         | Arsen Ałachwerdijew    | Kim Gwong-hyong    |
| (- 57 kg)        | Hideaki Yanagida    | Rick Sanders           | László Klinga      |
| (- 62 kg)        | Zagaław Abdułbiekow | Vehbi Akdağ            | Iwan Krystew       |
| (- 68 kg)        | Dan Gable           | Kikuo Wada             | Rusłan Aszuralijew |
| (- 74 kg)        | Wayne Wells         | Jan Karlsson           | Adolf Seger        |
| (- 82 kg)        | Lewan Tediaszwili   | John Peterson          | Vasile Iorga       |
| (- 90 kg)        | Ben Peterson        | Giennadij Strachow     | Károly Bajkó       |
| (- 100 kg)       | Iwan Jarygin        | Chorloogijn Bajanmönch | József Csatári     |
| (+ 100 kg)       | Aleksandr Miedwied  | Osman Duralijew        | Chris Taylor       |

## Tabela medalowa
| Poz. | Państwo           |   |   |   | Łącznie |
| ---- | ----------------- | - | - | - | ------- |
| 1    | ZSRR              | 9 | 4 | 1 | 14      |
| 2    | Stany Zjednoczone | 3 | 2 | 1 | 6       |
| 3    | Bułgaria          | 2 | 4 | 2 | 8       |
| 4    | Japonia           | 2 | 2 | 0 | 4       |
| 5    | Rumunia           | 2 | 0 | 2 | 4       |
| 6    | Węgry             | 1 | 0 | 4 | 5       |
| 7    | Czechosłowacja    | 1 | 0 | 0 | 1       |
| 8    | Iran              | 0 | 1 | 1 | 2       |
| 8    | Szwecja           | 0 | 1 | 1 | 2       |
| 8    | RFN               | 0 | 1 | 1 | 2       |
| 8    | Jugosławia        | 0 | 1 | 1 | 2       |
| 12   | NRD               | 0 | 1 | 0 | 1       |
| 12   | Grecja            | 0 | 1 | 0 | 1       |
| 12   | Mongolia          | 0 | 1 | 0 | 1       |
| 12   | Turcja            | 0 | 1 | 0 | 1       |
| 16   | Włochy            | 0 | 0 | 2 | 2       |
| 16   | Polska            | 0 | 0 | 2 | 2       |
| 18   | Finlandia         | 0 | 0 | 1 | 1       |
| 18   | Korea Północna    | 0 | 0 | 1 | 1       |